# Verwaltungsgemeinschaft Reichertshofen
Die Verwaltungsgemeinschaft Reichertshofen liegt im oberbayerischen Landkreis Pfaffenhofen an der Ilm und wird von folgenden Gemeinden gebildet:
1. Pörnbach, 2267 Einwohner, 22,63 km²
2. Reichertshofen, Markt, 8448 Einwohner, 36,89 km²

Sitz der Verwaltungsgemeinschaft ist Reichertshofen.